# Saint-Étienne-de-Chomeil
 Saint-Étienne-de-Chomeil  es una población y comuna francesa, situada en la región de Auvernia, departamento de Cantal, en el distrito de Mauriac y cantón de Riom-ès-Montagnes.

## Demografía
| 620 | 505 | 442 | 378 | 310 | 259 |
| Para los censos de 1962 a 1999 la población legal corresponde a la población sin duplicidades (Fuente: INSEE [Consultar]) |     |     |     |     |     |